# Un giorno di ordinaria magia
Un giorno di ordinaria magia è il sesto singolo dei Negrita estratto dall'album Dannato vivere. Il singolo è stato distribuito il 6 giugno 2012 nelle radio italiane.
Il titolo della canzone è stato usato da Radio Kiss Kiss per il programma condotto da Ricky e il Panta dalle 5 alle 7 ed è stato preso dal titolo del film del 1993 diretto da Joel Schumacher Un giorno di ordinaria follia con Michael Douglas.

## Video musicale
Il video di Un giorno di ordinaria magia si infrange con la prepotenza di brucianti grafiche e paesaggi californiani sull'estate italiana. Prodotto e girato da Paolo Soravia, completato con le grafiche di Mikkel Garro Martisen, il video è stato girato tra Los Angeles e lo studio della band ed include la presenza artistica di B.B.Cico"z.

## Tracce
Testi e musiche di Fabrizio Barbacci, Paolo Bruni, Enrico Salvi, Cesare Petricich.
1. Un giorno di ordinaria magia – 4:40

## Formazione
- Paolo "Pau" Bruni - voce
- Enrico "Drigo" Salvi - chitarra e voce
- Cesare "Mac" Petricich - chitarra
- Franco "Franky" Li Causi - basso
- Cristiano Dalla Pellegrina - percussioni

## Classifiche
| Classifica (2012) | Posizione massima |
| ----------------- | ----------------- |
| Italia            | 59                |